# Bulloo River
Bulloo River är ett vattendrag i Australien. Det ligger i delstaten Queensland, omkring 1 000 kilometer väster om delstatshuvudstaden Brisbane.
Omgivningarna runt Bulloo River är i huvudsak ett öppet busklandskap. Trakten runt Bulloo River är nära nog obefolkad, med mindre än två invånare per kvadratkilometer. Genomsnittlig årsnederbörd är 270 millimeter. Den regnigaste månaden är mars, med i genomsnitt 78 mm nederbörd, och den torraste är oktober, med 1 mm nederbörd.